# Dos chicas de revista
Dos chicas de revista es una comedia musical española dirigida por Mariano Ozores y estrenada en 1972. Está protagonizada por Lina Morgan y Dyanik Zurakowska en los papeles de las dos chicas de revista del título. 
En la banda sonora destacan los números musicales de La chica del 17 y Estudiantina portuguesa. La película, a su manera, es un homenaje al mundo de la revista y a algunos de los números musicales que popularizó Celia Gámez, entre otras figuras.

## Argumento
Catalina (Lina Morgan) es una joven bailarina, hija de una sastra de teatro (Rafaela Aparicio), que quiere trabajar como corista en un espectáculo de revista. En unas pruebas de casting, conoce a Alicia (Dyanik Zurakowska), otra joven debutante -tímida y muy bella -, hija de una antigua gloria de ese género musical (Florinda Chico). Una vez seleccionadas ambas y emprendida una gira con la compañía, Catalina comienza a percibir en Alicia grandes dotes artísticas y decide ayudarla en su incipiente carrera, pero en el camino también llegará el amor, el cual a veces constituye un obstáculo en su profesión. 

## Banda sonora
- La chica del 17
- Dos chicas de revista
- Así es la revista
- La Lola
- Mírame
- Estudiantina portuguesa

## Enlaces
- Artículo de la web de la revista Fotogramas donde se incluye la película en un listado de las mejores películas de lesbianas.
- Material de coleccionismo relacionado con la película.
- Presentación de la película en Cine de Barrio (emisión de 24-08-2024).
- Presentación de la película en Cine de Barrio (emisión de 16-03-2013)
- Datos: Q5813740